# 江松霖
江松霖（1987年10月21日—），台灣女歌手、詞曲創作人。

## 生平
臺北人，創作型民謠歌手，自己作詞、作曲，畢業於東吳大學哲學系。
2008年，江松霖加入由吳蓓雅所領團的PiA樂團，於2013年1月15日與PiA樂團停止合作關係，隨後加入由台灣組合棉花糖團長沈聖哲所經營的貳参柒伍工作室
2013年 作品「想想」收錄於新加坡旅遊局微電影《從心發現愛》(我可能不會愛你婚後續集) 
2013年6月21日，發行個人首張EP《我不害怕》。
2013年11月 與河仁傑合作單曲《喜歡討厭你》，於YouTube平台「樂人 TV 」創下破百萬觀看次數
2014年陸續跟音樂上的好朋友們進行有趣的音樂合作，也在各地音樂展演空間舉辦演唱活動。
2014年9月21日在賣捌所演出後淡出九個月至澳洲生活，並於當天推出限量 EP《思念》回饋歌迷！
2015年底回台後展開 親愛的 ( 我忘記寄明信片給你了 ) 全台小巡迴，並透露積極籌備個人專輯。
2016年6月30日，公布江松霖首張創作專輯 《變成全世界最勇敢的人 》開始預購 
2016 9月 首張創作專輯 因故停止預購 並離開貳参柒伍工作室 
休息過後於 2017年舉辦「關於鱷魚的夢」專場及「17:42」北中南巡迴，推出《更好》限量手工EP，面對恐懼迎向更好的未來！
2017年五月舉辦「行前練習」專場
11月時舉辦 「日日好光景」Legacy Taipei 及 高雄 LIVE WAREHOUSE 專場 兩場近乎完售！並發行 EP 《我想要從你眼睛裡》

## 音樂作品

### EP
| 單曲資訊                                                                       | 曲目                                  |
| ------------------------------------------------------------------------------ | ------------------------------------- |
| 《我不害怕》 - 發行日期: 2013.6.21 - 發行公司：亞神音樂 - 製作：貳参柒伍工作室 | 1. 我不害怕 3'45 2. 晚風 4'19         |
| 《思念》(限量手工Demo) - 發行日期: 2014.9.21                                   | 1. 思念 3'42                          |
| 《更好》(限量手工Demo) - 發行日期: 2017.3.11                                   | 1. 更好 3'35                          |
| 《我想要從你眼睛裡》 - 發行日期: 2017.11                                       | 1. 我想要從你眼睛裡 4'27 2. 雨季 3'07 |

### 與其他歌手合作
| 年份   | 合作對象 | 專輯                 | 歌曲名稱                   | 備註 |
| 2013年 | 河仁傑   |                      | 喜歡討厭你                 | YouTube點閱率突破100萬 |
| 2014年 | 洪詮翔   | 都在一樣的房間       | 欸我跟妳說、在遙遠的另一端 | 參與都在一樣的房間EP烏克麗麗與和聲部分，並加入洪詮翔full band編制巡迴賣捌所、海邊的卡夫卡、女巫店、Forro及各地誠品音樂分享會。 |
| 2014年 | 廖文強   | 那些你不敢解決的問題 | 一起出發                   | 與廖文強與壞神經樂團共同創作                                                                                                   |
| 2018年 | 李友廷   |                      | 想和你一起                 | |

## 表演歷程

### 2013年
| 4月  | - 4/30 長榮大學校園演唱會 |
| 5月  | - 5/02 高雄應用科技大學校園演唱會 - 5/03 國立台灣大學藝術季 - 5/24 國立高雄大學─綠浪來襲夏綠地音樂會 - 5/30 國立臺灣海洋大學校園演唱會 |
| 6月  | - 6/03 東海藝術月 - 6/08 成功大學校園演唱會 - 6/21 發片日的迷你聚會（貳參柒伍工作室） |
| 7月  | - 7/11 [主題講座] 廖文強x江小松x弼達─創作歷程激談之夜（Somebody Cafe） - 7/27【我不害怕】LIVE TOUR巡迴音樂會 宜蘭場（賣捌所） - 7/28 Big Bump Party 活動演出（華山劇場） |
| 8月  | - 8/03【我不害怕】LIVE TOUR巡迴音樂會高雄場（豆皮文藝咖啡） - 8/04 簡單市集Simple Market演出（四四南村） - 8/10【我不害怕】LIVE TOUR巡迴音樂會台中場（Forro Café） - 8/16 不要核四五六運動 / 自由廣場 - 8/17【我不害怕】LIVE TOUR巡迴音樂會桃園場（ThERE 音樂藝文展演空間） - 8/31【我不害怕】LIVE TOUR巡迴音樂會台北場（Somebody Cafe） |
| 9月  | - 9/07 誠品音樂分享會 (誠品宜蘭店) - 9/08 小小市集大大愛心活動演出 （士林前港公園） - 9/28【我不害怕】LIVE TOUR巡迴音樂會 Bonus三峽場（甘樂文創展演空間） |
| 10月 | - 10/13 City Café音樂花房演出（台北阪急百貨） |
| 12月 | - 12/15 陽光空氣柳橙汁大約在冬季民歌派對（臥龍二九） - 12/27 台大吉他社民謠之夜─彈。戀愛 |

### 2014年
| 1月 | - 1/11「新年睡褲小集會」（A house）                                                                    |
| 3月 | - 3/08 Dowding 到町-午樂甜：音樂 x 甜食 - 3/15「小集會加場之白色情人節」（ThERE 音樂藝文展演空間）     |
| 4月 | - 4/18 天母犁舍 - 4/20 世界地球日（新光三越南西店） - 4/21 [主題講座] 江小松的音樂創作之路（東海大學） |
| 5月 | - 5/07「適合散步的天氣」（Legacy mini @ amba）                                                         |
| 6月 | - 6/01 台大烏克音樂節 - 6/15 City Café音樂花房演出（台北阪急百貨）                                     |
| 7月 | - 7/13 一起旅行 w/依錚依靜（鐵花村）                                                                   |
| 8月 | - 8/01 五六運動公民論壇 （自由廣場） - 8/30 一起旅行 w/依錚依靜（Forro Café）                          |
| 9月 | - 9/21 江松霖 （賣捌所）                                                                               |

### 2015年
| 10月 | - 10/02「親愛的（我忘記寄明信片給你了）」台北（女巫店） - 10/11「親愛的（我忘記寄明信片給你了）」宜蘭（賣捌所） - 10/23「親愛的（我忘記寄明信片給你了）」台南（1982 Live House） - 10/31「親愛的（我忘記寄明信片給你了）」台中（Forro Café） |  |
| 11月 | - 11/21「親愛的（我忘記寄明信片給你了）」桃園加場（ThERE 音樂藝文展演空間） |  |
| 12月 | - 12/31 馬祖東莒跨年晚會 |  |

### 2016年
| 2月 | - 2/14「為愛吃狂—減肥是明天的事」（海邊的卡夫卡） |
| 3月 | - 3/18 沈江核 w/ 貳參柒伍工作室（Legacy Taipei）  |
| 7月 | - 7/2 里民日常 （女巫店）                         |

### 2017年
| 1月 | - 1/21「關於鱷魚的夢」（台北月見君想）                                              |
| 2月 | - 2/17 政大金旋獎 熱の傳島大作戰（FORRO）                                           |
| 3月 | - 3/11「17:42」（女巫店） - 3/18「17:42」（暮色森林） - 3/19「17:42」（Forro Café） |

| 4月  | - 4/19 [主題講座] 小松的音樂時光（長榮大學） |
| 5月  | - 5/29「行前練習」（台北月見君想） |
| 8月  | - 08/06「【聽她彈吉他】吉他魂台北演唱會」（西門河岸留言展演館） |
| 9月  | - 09/01「依錚依靜 (Yi-Cheng Yi-Ching)嘉賓」（海邊的卡夫卡） - 09/09「內地搖滾 Inland Rock」（南投集集小鎮） - 09/23「音樂講座/東吳哲學迎新」（東吳大學）                                                            |
| 10月 | - 10/06「轉動高雄青春夢」（高雄哈瑪星） - 10/21「chill州街 潮州街音樂節」（潮州街） - 10/22「初秋涼涼天秤派對」（賣捌所 UriSabakisho） - 10/25「市集音樂季－深呼吸」（亞洲大學 學生會 (AUSA)）                      |
| 11月 | - 11/03「日日好光景」台北（LegacyTaipei） - 11/04「日日好光景」高雄（Livewarehouse） - 11/05「搖滾台中唱秋十年」（台中公園） - 11/30「中區大專木吉他演唱會」（靜宜大學琴聲飛揚吉他社）                              |
| 12月 | - 12/16「長庚大學第29屆琴韻獎」（長庚大學） - 12/21「解放音樂節 Liberation Fest」（中央大學） - 12/22「音樂分享會」（UINN Travel Hostel 悠逸行旅） - 12/23「耶誕金曲音樂派對」（微風台北車站Breeze Taipei Station） |

### 2018年
| 1月  | - 01/27「寒假作業」（女巫店） |
| 3月  | - 03/03「酒吧小唱」（Chez Nous Theater Night） - 03/16「體熊專科。Major in body bear - LOVE!! generation -」（永豐 Legacy Taipei 音樂展演空間） - 03/24「海洋之星第28屆」（海洋大學） - 03/25「逢甲大學逢韻獎 Feng_Music」（逢甲大學） - 03/28「湖畔音樂季 Lakeside Fest.」（中興大學） - 03/29「吉吉喳喳HCU瘋弦吉他社音樂講座」（玄奘大學） - 03/31「Unplugged」（中央大學） |
| 4月  | - 04/28「佳日提案 晚春巡迴」台中（Forro Café） - 04/29「佳日提案 晚春巡迴」高雄（LIVE WAREHOUSE） |
| 5月  | - 05/05「佳日提案 晚春巡迴」台北（後台咖啡） - 05/06「佳日提案 晚春巡迴」宜蘭（宜蘭賣捌所） - 05/16「廖文強「海邊，十年」音樂會」（海邊的卡夫卡） - 05/20「靜宜生活節」（台中靜宜大學） - 05/26「笑盃」（臺中中臺科大） |
| 6月  | - 06/01「音樂講座」（高雄中山大學） - 06/03「音樂講座」（花蓮東華大學吉他社） |
| 7月  | - 07/07「【I’m a fan】2018 夏日限定 COVER歌場」（海邊的卡夫卡） - 07/15「Ayers guitar X 台北樂器大展」（世貿一館） - 07/27「依錚依靜新專輯首場嘉賓」（女巫店） |
| 10月 | - 10/27（桃園展演中心前草地廣場） |
| 12月 | - 12/16「MenGo火星演唱會」（高雄駁二月光劇場） - 12/23「2018 耶誕樂派對」（台北捷運🚇爵士舞台（雙連-中山之間）） - 12/30「第九屆草獸派對Taiwan Vegan Frenzy生活節」（台北花博公園） |

### 2019年
| 3月 | - 3/02「馬祖新村文創巢 🌺 春漾音樂會」（馬祖新村） - 3/31「小島先生的孤獨練習 vol.4」（宜蘭賣捌所） |
| 4月 | - 4/13「時光曬衣場 春季小巡迴」高雄（LIVE WAREHOUSE） - 4/14「時光曬衣場 春季小巡迴」台中（玩劇島小劇場 Little Play） - 4/20「時光曬衣場 春季小巡迴」台北（女巫店） - 4/27「時光曬衣場 春季小巡迴」桃園最終加場（ThERE 音樂展演空間） |
| 6月 | - 6/22「壯圍沙丘慢活節」（壯圍沙丘服務園區） |
| 7月 | - 7/12「知久寿焼 / 江松霖 / 睡後故事（台北月見君想） |
| 8月 | - 8/25 「MY捌樂」（宜蘭賣捌所） |

## 音樂節與電視節目演出
- 2012.12 簡單生活節未來舞台演出
- 2012.10 見證大團電視節目錄影
- 2012.10 台灣樂團潮@花博
- 2012.09 屋頂音樂節@信義誠品(w. 張懸、盧凱彤)
- 2012.08 壹電視「尋夢人」節目錄影
- 2012.03 日本沖繩音樂季
- 2015.11 酷瞧網路節目「台北文青—打造自己風格的手工單車 EP 7」[9]